# Carcharhinus amblyrhynchoides
O Carcharhinus amblyrhynchoides é uma espécie de tubarão pertencente ao género Carcharhinus e à família Carcharhinidae. A espécie habita regiões de plataforma continental em profundidades de até 50 metros, nos oceanos pacífico e índico. Alcança um comprimento máximo de 178 centímetros, com os machos atingindo maturidade sexual aos 140 centímetros e as fêmeas aos 167 centímetros